# Cieszyrad
Cieszyrad – staropolskie imię męskie, którego ślad zachował się wyłącznie w zapisie Cieszyradowic. Składa się z członów: Cieszy- („cieszyć”) i -rad („być zadowolonym, chętnym, cieszyć się”). Mogło oznaczać „tego, który rad się cieszy”.
Cieszyrad imieniny obchodzi 19 kwietnia.